# نشان ملی بلژیک
نشان ملی پادشاهی بلژیک پس از استقلال بلژیک از هلند و طراحی آن در سال ۱۸۳۷ میلادی تغییری نکرده‌است. به همین جهت نشان استان اوئلون بربان که تازه تأسیس است در آن قرار ندارد.

## نگارخانه

نشان استان آنتورپ
نشان استان فلومیش بربان
نشان استان لیژ
نشان استان لوکزامبورگ
نشان استان اوئلون بربان که در نشان نماد این استان وجود ندارد